# 브레이킹 벤저민
브레이킹 벤저민(Breaking Benjamin)은 미국 펜실베이니아주 윌크스배러(Wilkes-Barre) 출신의 록 밴드이다.

## 역사
1998년 보컬 벤저민 번리와 드러머 제러미 허멜이 결성한 브레이킹 벤저민은 출신 지역을 바탕으로 빠르게 성장해갔다. 1999년에는 밴드의 이름을 “플랜 9(Plan 9)”로 변경하였다. 몇 번의 멤버 교체가 있은 후, 2000년 말에 다시 이름을 다시 “브레이킹 벤저민”으로 변경하였다. 또한 벤저민의 친구인 아론 핑크와 마크 클레파스키가 밴드 라이퍼(Lifer)를 탈퇴하고 브레이킹 벤저민에 각각 기타리스트, 베이시스트로 합류하였다.
인디로 발매한 EP 《Breaking Benjamin EP》가 생산된 2,000장이 모두 팔리는 성공을 거둔 후, 이들은 2001년에 헐리우드 레코드와 계약을 맺었다. 2002년 8월 27일 데뷔 음반 《Saturate》를 발매하였다. 이 음반에서는 싱글로 〈Polyamorous〉, 〈Skin〉, 〈Medicate〉가 싱글로 발매되었으나 대중적으로 히트를 치는 데에는 부족하였다. 《Saturate》는 30만 장 이상의 음반 판매고를 기록하였다.
두 번째 음반 《We Are Not Alone》은 2004년 6월 29일 발매되었다. 첫 싱글 〈So Cold〉와 이어 발매된 〈Sooner or Later〉는 메인스트림 록 차트 2위에 올랐으나, 다음 싱글 〈Rain〉은 좋은 성적을 거두지 못하였다. 《We Are Not Alone》은 2005년 말에 플래티넘을 인증받았다. 2004년 말에는 EP 《So Cold》를 발매하였다. 2004년 9월, 밴드 결성 멤버이기도 한 드러머 제러미 허멜이 밴드를 탈퇴하였으며, 2005년 9월 28일에 허멜은 자신이 작곡을 도운 것에 대한 비용을 받지 못하였다며 다른 멤버들과 매니지먼트 사에 소송을 제기하였다.
세 번째 음반 《Phobia》는 2006년 8월 8일 발매되었으며, 빌보드 음반 차트 2위에 올랐다. 음반 발매 전에 공개된 첫 싱글 〈The Diary of Jane〉은 메인스트림 록 차트 2위, 모던 록 차트 4위에 올랐다. 2007년에 발매된 두 번째 싱글 〈Breath〉은 메인스트림 록 차트 1위에 오르며, 브레이킹 벤저민의 빌보드 첫 1위 싱글이 되었다.

## 구성원
- 벤저민 번리(Benjamin Burnley) - 보컬, 기타
- 제이센 라우흐(Jasen Rauch) - 기타
- 키스 월렌(Keith Wallen) - 기타
- 아론 브루흐(Aaron Bruch) - 베이스 기타
- 숀 포이스트(Shaun Foist) - 드럼

### 이전 멤버
- 아론 핑크(Aaron Fink) - 기타
- 제러미 허멜(Jeremy Hummel) - 드럼
- 제이슨 다볼리(Jason Davoli) - 베이스 기타
- 조나단 "버그" 프라이스(Jonathan "Bug" Price) - 베이스 기타
- 마크 클레파스키(Mark Klepaski) - 베이스 기타
- 채드 절리거(Chad Szeliga) - 드럼

## 음반 목록

### 정규 음반
- 《Saturate》(2002년)
- 《We Are Not Alone》(2004년)
- 《Phobia》(2006년)
- 《Dear Agony》(2009년)
- 《Dark Before Dawn》(2015년)
- 《Ember》(2018년)

### EP
- 《Breaking Benjamin EP》(2001년)
- 《Live EP》(2004년)
- 《So Cold EP》(2004년)

### 싱글
| 연도 | 싱글                  | 차트 순위 | 차트 순위     | 차트 순위 | 음반                 |
| 연도 | 싱글                  | 핫 100    | 메인스트림 록 | 모던 록   | 음반                 |
| ---- | --------------------- | --------- | ------------- | --------- | -------------------- |
| 2002 | 〈Polyamorous〉       | -         | 19            | 31        | 《Saturate》         |
| 2003 | 〈Skin〉              | -         | 24            | 37        | 《Saturate》         |
| 2003 | 〈Medicate〉          | -         | -             | -         | 《Saturate》         |
| 2004 | 〈So Cold〉           | 76        | 2             | 3         | 《We Are Not Alone》 |
| 2005 | 〈Sooner or Later〉   | 99        | 2             | 7         | 《We Are Not Alone》 |
| 2005 | 〈Rain〉              | -         | 23            | 39        | 《We Are Not Alone》 |
| 2006 | 〈The Diary of Jane〉 | 50        | 2             | 4         | 《Phobia》           |
| 2007 | 〈Breath〉            | 84        | 1             | 3         | 《Phobia》           |
| 2007 | 〈Until the End〉     | -         | 6             | 21        | 《Phobia》           |